# Maria Popov

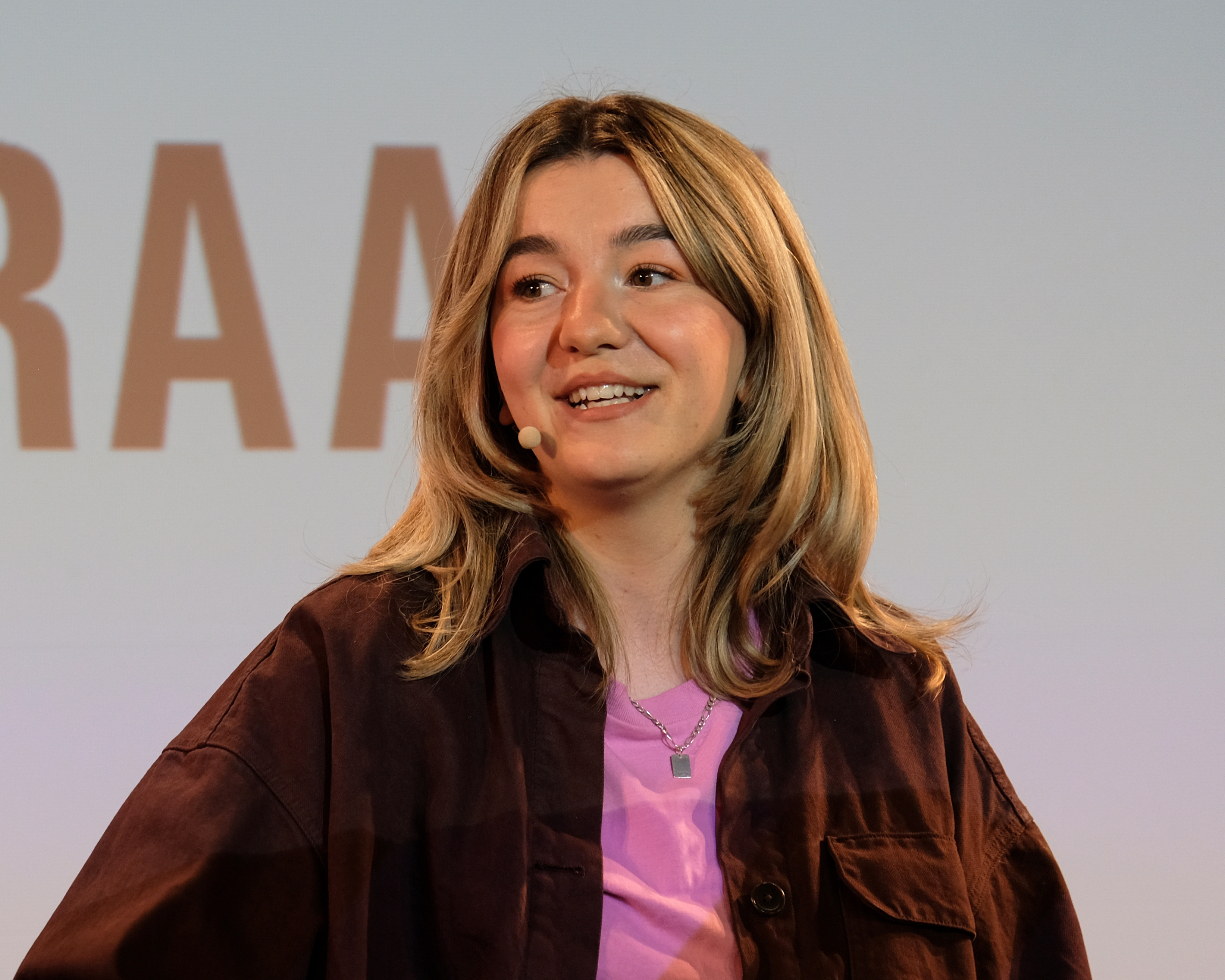
Maria Popov (2025)

Maria Popov (* 1993 in Plowdiw) ist eine deutsche Journalistin und Moderatorin.

## Leben
Maria Popov wurde als Tochter einer deutsch-bulgarischen Mutter und eines bulgarischen Vaters geboren. 1994 zog sie gemeinsam mit ihrer Familie nach Mönchengladbach. Nach dem Abitur studierte sie an der Universität Siegen im Bachelor Medienwissenschaft. Als Studentin hospitierte sie beim Kulturmagazin aspekte und war Chefredakteurin bei Campus TV Siegen, in dessen Rahmen sie 2015 den Bürgermedienpreis der Landesanstalt für Medien NRW gewann.
Seit 2016 arbeitete sie bei Auf Klo, einem Format von funk, dem Content-Netzwerk von ARD und ZDF, als Redakteurin, Redaktionsleiterin und Moderatorin. Für die Talksendung auf YouTube führte sie u. a. Interviews mit Stefanie Giesinger, Jan Zimmermann von Gewitter im Kopf und Ariane Alter. 2020 belegte das Format den dritten Platz und erhielt einen Publikumspreis beim Smart Hero Award.
2021 moderierte sie auf dem TikTok-Kanal Mitreden, bei dem sie queere Themen erläuterte. Nachdem dort vermehrt Hasskommentare auftraten, verließ Popov das Format. 2022 präsentierte sie die dreiteilige Dokureihe Futur Wir im Auftrag von 3sat. 2023 moderierte sie zusammen mit Valerie Höhne den dpa-Podcast Stand der Dinge.
Popov lebt in Berlin-Prenzlauer Berg.